# Scena vera
Scena vera è il primo EP dei Microspasmi, al tempo semplicemente Medda & Goedi, uscito nel 1998.
L'album, privo di collaborazioni in featuring fatta eccezione per Bassi Maestro allo scratch e per la coppia Vez & Vigor con un remix del brano Scena vera, riscuote un discreto successo critico e verrà rivalutato alcuni anni più tardi, quando i Microspasmi pubblicheranno il loro secondo lavoro 13 pezzi per svuotare la pista.

## Tracce
1. Intro
2. Devi dare di più (scratches Bassi Maestro)
3. La roulette
4. Scena vera (scratches DJ Vigor)
5. Solo garbo 2
6. Se ne sai ne dai... (scratches Bassi Maestro)
7. Fuego nella plaza   (remix)
8. Scena vera  (Vez & Vigor remix)